# Comté de McHenry (Dakota du Nord)
Pour les articles homonymes, voir Comté de McHenry.
Le comté de McHenry est un comté des États-Unis situé dans l’État du Dakota du Nord. En 2010, la population était de 5 395 habitants. Son siège est Towner.

## Comtés adjacents
- Comté de Bottineau (nord)
- Comté de Pierce (est)
- Comté de Sheridan (sud-est)
- Comté de McLean (sud-ouest)
- Comté de Ward (ouest)
- Comté de Renville (nord-ouest)

## Principales villes
- Anamoose
- Balfour
- Bantry
- Bergen
- Deering
- Drake
- Granville
- Karlsruhe
- Kief
- Towner
- Upham
- Velva
- Voltaire

## Démographie
| 1890  | 1900  | 1910   | 1920   | 1930   | 1940   |
| ----- | ----- | ------ | ------ | ------ | ------ |
| 1 584 | 5 253 | 17 627 | 15 544 | 15 439 | 14 034 |

| 1950   | 1960   | 1970  | 1980  | 1990  | 2000  |
| ------ | ------ | ----- | ----- | ----- | ----- |
| 12 556 | 11 099 | 8 977 | 7 858 | 6 528 | 5 987 |

| 2010  | - | - | - | - | - |
| ----- | - | - | - | - | - |
| 5 395 | - | - | - | - | - |